# Zenkerella
Zenkerella é um género botânico pertencente à família Fabaceae.

## Espécies
- Zenkerella egregia
- Zenkerella perplexa